# 尺八のおけいこ
『尺八のおけいこ』（しゃくはちのおけいこ）は、1982年4月15日から1983年3月24日までNHK教育テレビで放送されたテレビ番組である。

## 概要
尺八初心者のための講座番組であった。尺八の構え方、姿勢、正しい呼吸法を覚え、初歩的な練習曲を演奏することを目指す。

## 放送時間
隔週木曜日 18:00 - 18:30／隔週土曜日 18:30 - 19:00

## 出演者
- 先生 - 山口五郎
- アシスタント - 田中康盟

## 関連番組
- ピアノのおけいこ
- バイオリンのおけいこ
- ギターをひこう
- フルートとともに
- 三味線のおけいこ
- リコーダーとともに
- 箏のおけいこ